# Lillsjön (Vilhelmina socken, Lappland, 718189-156688)
Lillsjön är en sjö i Vilhelmina kommun i Lappland och ingår i Ångermanälvens huvudavrinningsområde. Sjön har en area på 0,278 kvadratkilometer och ligger 444,1 meter över havet. Sjön avvattnas av vattendraget Vännåtbäcken.

## Delavrinningsområde
Lillsjön ingår i det delavrinningsområde (718346-156511) som SMHI kallar för Utloppet av Lillsjön. Medelhöjden är 476 meter över havet och ytan är 10,06 kvadratkilometer. Det finns ett avrinningsområde uppströms, och räknas det in blir den ackumulerade arean 41,91 kvadratkilometer. Vännåtbäcken som avvattnar avrinningsområdet har biflödesordning 4, vilket innebär att vattnet flödar genom totalt 4 vattendrag innan det når havet efter 336 kilometer. Avrinningsområdet består mestadels av skog (55 procent) och sankmarker (35 procent). Avrinningsområdet har 0,28 kvadratkilometer vattenytor vilket ger det en sjöprocent på 2,8 procent.